# Bess Brenck-Kalischer
Bess Brenck-Kalischer, eigentlich Betty Levy (* 21. November 1878 in Rostock; † 2. Juni 1933 in Berlin), war eine deutsche Dichterin, Schwester des Juristen und Rechtshistorikers Ernst Levy.
Brenck besuchte zunächst eine höhere Mädchenschule, später ein Lehrerinnenseminar bis zum Abschluss. Anschließend absolvierte sie eine Ausbildung zur Rezitatorin; außerdem studierte  sie einige Semester Philosophie. 1903 beteiligte sie sich an Theateraufführungen der literarischen Abteilung der Berliner Freien Studentenschaft; im Stück „Hirtenliebe“ von Peter Hille unter der Regie von Erich Mühsam und Ludwig Rubiner trat sie als Sulamith auf. Zu dieser Zeit begann eine Freundschaft mit Salomo Friedländer (Mynona, 1871–1946), in dessen Roman „Graue Magie“ (1922) sie als Bessie Knerb auftritt. 1905 konnte sie erste Gedichte in der Zeitschrift Charon veröffentlichen. 1906 erfolgte die Heirat mit dem Schriftsteller Siegmund Kalischer (1880–1911), die Tochter Ruth wurde darauf geboren. Es folgte die Veröffentlichung von Gedichten und Prosa in den Zeitschriften Neue Jugend (1916) und Die Schöne Rarität (1917). Spätestens seit 1917 lebte sie in Dresden-Hellerau, wo sie „Beim Gräbchen“ und „Grüner Zipfel“ wohnte. Sie war dort Mitbegründerin der Expressionistischen Arbeitsgemeinschaft Dresden, zu deren Mitgliedern Rudolph Adrian Dietrich, Conrad Felixmüller, Oskar Maria Graf, Walter Rheiner (der sie eine „schlampige Madonna“ nannte), Heinar Schilling und Felix Stiemer gehören. In der Sammlung „Dichtung“ erschien u. a. ihr Gedicht „Prometheus Otto Gross“ als ersten Band der Reihe „Dichtung der Jüngsten“ des Dresdner Verlages von 1917 und von Gedichten in der Zeitschrift „Menschen“.
Des Weiteren beteiligte sie sich an Autorenabenden der Arbeitsgemeinschaft. A. Rudolf Leinert bezeichnete ihren Versuch, „sich als neue Else Lasker-Schüler auszustaffieren“, als lächerlich. 1918 erkrankte sie an Blutvergiftung. 1919 schrieb sie Beiträge für die Zeitschrift „Der Einzige“. Ab 1920 lebte sie wieder in Berlin, war freundschaftlich mit dem Stirnerbund und Anselm Ruest verbunden. Zusammen mit Berta Lask gründete sie den „Verband Proletarischer Schriftsteller“. 1922 erschien ihr Roman „Die Mühle“ (Reprint Fürstenwalde: Ed. Sirene 1995).
Emil Szittya charakterisierte sie in seinem 1923 erschienenen Buch Das Kuriositätenkabinett: „Sie hat merkwürdig starre Augen, ist häßlich fett. Kurze graue Haare. Schreibt Gedichte und Romane und ist dadurch bekannt, daß alle Berliner Literaten schon einmal um ihre Liebe warben.“ Alfred Richard Meyer bescheinigt ihr, dass sich ihre Werke „entschieden durch stark künstlerische Tendenzen auszeichnen“. Sie erhielt Unterstützung von der Notgemeinschaft des Deutschen Schrifttums und der Deutschen Schillerstiftung und wurde Schützling des Schutzverbandes Deutscher Schriftsteller. Im August 1927 reiste sie mit einem Transport der Internationalen Arbeiterhilfe in ein Heilbad in Russland, anschließend hielt sie sich in Moskau auf, beteiligte sich an den Proben zu Das Fenster ins Dorf unter der Regie von Wsewolod Meyerhold. Zurück in Berlin verfasste sie Theaterkritiken und starb dort 1933 an den Folgen eines Nervenleidens.
Seit September 2014 hat dank einer Spendenaktion des Jenaer Vereins POESIE SCHMECKT GUT e. V. das bis dahin unauffindbare Grab von Bess Brenck-Kalischer und  ihres Mannes Siegmund Kalischer einen Grabstein. Das Grab befindet sich auf dem Jüdischen Friedhof in Berlin-Weißensee im Gräberfeld E 3 (Reihe 14, Grabnummern 39725 und 87732).

## Bibliographie
- Dichtung. Dresdner Verlag von 1917, Dresden 1917.
- Mütter. In: Sozialistische Monatshefte 1920.
- Erfüllung. In: Sozialistische Monatshefte 1921.
- Die Mühle : Eine Kosmee. Roman. Originalzeichnungen von Richard Janthur. Leon Hirsch Verlag, Berlin 1922.
  - Neuausgabe: Europäischer Hochschul-Verlag, Bremen 2010, ISBN 978-3-86741-234-6.
  - E-Book: Europäischer Literaturverlag, Berlin 2021, ISBN 978-3-86267-424-4.
  - englische Übersetzung: The Mill : A Cosmos. Übersetzt von W.C. Bamberger. Wakefield Press, Cambridge, Massachusetts 2021, ISBN 978-1-939663-71-9.

Sammlung
- Bess Brenck-Kalischer (= Versensporn 3). Poesie Schmeckt Gut, Jena 2011.